# Бейран, Мартиаль
Мартиаль Бейран (фр. Martial Beyrand; 9 сентября 1768, Лимож — 3 августа 1796, Кастильоне-делле-Стивьере, Мантуя) — французский военачальник, бригадный генерал.

## Биография
Родился в 1768 году в Лиможе в семье торговца. В 1783 году записался рядовым солдатом во французскую королевскую армию, в 1788 году оставил службу.
С началом революции вернулся на службу, записавшись добровольцем во 2-й батальон волонтёров Верхней Вьены, где вскоре был выбран сослуживцами капитаном. Сперва служил в армии Севера, затем — начальником штаба генерала Ожеро в армии Восточных Пиренеев, где был ранен в сражении с испанцами при Сен-Лоран-де-ла-Муга.
В 1794 году был повышен до временного бригадного генерала, в следующем году утверждён в чине.
В 1796 году бригадный генерал Робер вместе с Ожеро присоединился к Итальянской армии генерала Бонапарта.
Погиб в августе 1796 года в ходе битвы при Кастильоне, прославившей имя его прямого начальника (Ожеро впоследствии станет маршалом Франции и герцогом Кастильонским).
19 термидора IV года (6 августа 1796 года) генерал Бонапарт писал: «Мы потеряли генерала Бейрана. Это очень чувствительная потеря для армии, которая особенно затронула лично меня. Я высоко ценил личные и воинские качества этого храбреца.».
Имя генерала Бейрана написано на Парижской Триумфальной арки среди 660 имён республиканских и наполеоновских генералов.